# Міс Марпл Агати Крісті
«Міс Марпл Агати Крісті» (англ. Agatha Christie's Marple) — британський детективний телесеріал, заснований на творах Агати Крісті про пригоди міс Джейн Марпл та інших детективів-любителів, які розслідують вбивства. З першого по четвертий сезони головну героїню грала Джеральдін Мак-Еван, та після її виходу на пенсію роль було доручено Джулії Маккензі. Кожен епізод відомий тим, що багато відомих акторів виконали в них головні ролі. Джеральдін Мак-Еван була номінована на премію Супутник 2005 року за виконання ролі міс Марпл у першому сезоні.
Серіал транслювався на телеканалі ITV з 2004 по 2013 рік, протягом шести сезонів, які складаються з чотирьох епізодів хронометражем 90 хвилин. Серіал закрили після шести сезонів через те, що телекомпанія BBC викупила права на адаптацію творів Агати Крісті.

## Сюжет
У центрі сюжету літня жінка-детектив міс Джейн Марпл, яка мешкає в тихому селі Сент-Мері-Мід. Під час частих візитів до своїх родичів та друзів вона часто стикається із загадковими вбивствами, у розкритті яких бере участь. 
Важлива риса серіалу — доволі вільне поводження з сюжетами Крісті. До історій, у яких міс Марпл відсутня («Вілла «Білий кінь», «Чому не Еванс?») її включено як одного з головних персонажів, спільно з детективами, які розслідують злочини в оригінальних романах. Багато сюжетів переписані кардинально, зі зміною соціальної ролі другорядних героїв, їхніх мотивації та дій, а нерідко — й з трансформацією фінала, іншою розгадкою. Серіал схиляється до надмірності та деякої карнавалізації. Замість жителів англійської провінції тут часто діють черниці, актори комічного театру, вихованці китайського сирітського притулку та інші колоритні персонажі. У перших сезонах за участю Джеральдін Мак-Еван присутній комічний початок. Після заміни головної акторки іронії стає менше, зате повертається атмосферність. Окремі серії за своїм настроєм схожі радше на трилер, аніж на класичний детектив.

## У ролях
- Джеральдін Мак-Еван — міс Джейн Марпл (2004—2009)
- Джулія Маккензі — міс Джейн Марпл (2009—2013)
- Джоанна Ламлі — Доллі Бантрі
- Джеймс Фокс — полковник Артур Бантрі
- Ієн Річардсон — Конвей Джефферсон
- Ліндсі Дункан — Марина Грег
- Джон Ганна — суперінтендант Кембл
- Тара Фіцджеральд — Аделаїда Джефферсон
- Бенедикт Камбербетч — Люк Фіцвільям
- Мері Стоклі — Джозі Тернер
- Зої Вонамейкер — Летиція Блеклок
- Саффрон Берроуз — Одрі Стрендж
- Джуліан Сендс — Томас Ройд
- Ентоні Ендрюс — Томмі Бересфорд
- Грета Скаккі — Таппенс Бересфорд
- Джейн Сеймур — Рейчел Аргайл
- Руперт Ґрейвз — Ланселот Фортеск'ю
- Люсі Коу — Патриція Фортеск'ю
- Річард Грант — Реймонд Вест
- Емілія Фокс — Джоанна Бартон
- Келлі Брук — Елсі Голланд
- Клер Блум — тітка Ада
- Алекс Дженнінґс — старший інспектор Каррі
- Чаріті Вейкфільд — Моллі Кендалл
- Джоан Коллінз — Рут Ван Рейдок
- Пенелопа Вілтон — Керрі-Луїза Сераколд
- Метью Гуд — Патрік Сіммонс
- Кілі Хоус — Філіппа Хеймс
- Фредді Фокс — Томас Севедж
- Джульєт Стівенсон — Гвенда Воган
- Наталі Дормер — Мойра Ніколсон
- Аманда Голден — Люсі Айлесбарроу
- Софія Майлс — Гвенда Рід
- Том Бейкер — Фредерік Тревіс
- Франческа Анніс — леді Селіна Хезі
- Джеральдіна Чаплін — місіс Фейн
- Стефані Леонідас — Гестер Аргайл
- Ширлі Гендерсон — Гонорія Вейнфлейт
- Тімоті Далтон — капітан Тревельян
- Джанет Мактір — Анна Протеро
- Вірджинія Маккенна — Белла Голдер
- Ріта Ташінґем — міс Персхауз
- Міанна Берінг — Лакі Дайсон

## Епізоди
1 сезон
- Тіло в бібліотеці (12 грудня 2004)
- Вбивство в будинку вікарія (19 грудня 2004)
- О 4:50 з Паддінгтона (26 грудня 2004)
- Оголошено вбивство (2 січня 2005)

2 сезон
- Забуте вбивство (5 лютого 2006)
- Перст провидіння (12 лютого 2006)
- Клацни пальцем тільки раз (19 лютого 2006)
- Загадка Сіттафорда (30 квітня 2006)

3 сезон
- Готель «Бертрам» (23 вересня 2007)
- Випробування невинністю (30 вересня 2007)
- Година нуль — (3 серпня 2007)
- Немезида (4 січня 2009)

4 сезон
- Кишеня, повна жита (6 вересня 2009)
- Вбити легко (13 вересня 2009)
- Гра дзеркал (1 січня 2010)
- Чому не Еванс? (15 червня 2010)

5 сезон
- Вілла «Білий кінь» (30 серпня 2010)
- Таємниця замка Чимніз (27 грудня 2010)
- Блакитна герань (29 вересня 2011)
- Дзеркало тріснуло (2 січня 2011)

6 сезон
- Карибська таємниця (16 червня 2013)
- Дурість Гріншоу (23 червня 2013)
- Нескінченна ніч (29 грудня 2013)

## Українське закадрове озвучення
- Озвучено студією «Майстер-Відео». Ролі озвучували: Олег Лепенець, Дмитро Завадський, Тетяна Антонова, Валентина Сова, Олена Бліннікова.
- Озвучено студією «Так Треба Продакшн» на замовлення кіноканалу «Ентер-фільм». Ролі озвучували: Дмитро Терещук, Людмила Чиншева, Наталя Задніпровська.